# صخره‌های لیانکورت
صخره‌های لیانکورت یا تاکه‌شیما به معنای جزیره خیزران (به ژاپنی: 竹島) یا به زبان کره‌ای توکتو یا دوکتو (독도) یک گروه جزیره خرد و کوچک در دریای ژاپن است. بر سر حاکمیت این جزیره بین دو کشور ژاپن و کره جنوبی مناقشه وجود دارد. ژاپن این صخره‌ها را به عنوان بخشی از استان شیمانه در ژاپن تقسیم‌بندی کرده‌است.
سنگ‌های صخره‌های لیانکورت (به فارسی:صخره‌های لیانکورد) گروهی از جزایر کوچک دردریای ژاپن است.
کره جنوبی این جزایر را به عنوان (Dokdo-ri , Ulleung-eup , Ulleung County)، استان «گیونگسانگ شمالی» [North Gyeongsang] طبقه‌بندی می‌کند و آنها را Dodo می‌نامد.
ژاپن جزایر را به عنوان بخشی از اوکینوشیما طبقه‌بندی می‌کند و آنها را [تاکشیما] (جزایر بامبو) می‌نامد.
نام فرانسوی-انگلیسیِ "Liancourt Rocks" از لایانکورت (Le Liancourt) گرفته شده‌است؛ نام کشتی‌ای فرانسوی است که در سال ۱۸۴۹ نزدیک بود در حوالی این صخره‌ها خراب شود.
سنگهای لیانکورت شامل دو جزیره اصلی و ۳۵ سنگِ کوچک‌تر است. مساحت کل جزایر ۰٫۱۸۷۵۵۴ کیلومتر مربع (۴۶٫۳۴۶ هکتار) است که بیشترین ارتفاع آن ۱۶۸٫۵ متر (۵۵۳ فوت) در مکانی بی‌نام در جزیره غربی است.
سنگ‌های لیانکورت در مناطقی غنی از لحاظ ماهی‌‌گیری قرار دارند که ممکن است حاوی ذخایر زیادی از گاز طبیعی هم باشند.

## تاریخچه
در اکتبر سال ۱۹۰۰، امپراتوریِ هانِ بزرگ رسماً فرمانِ شاهنشاهی شماره ۴۱ را اعلام کرد که طبق آن: دوکدو تحت مدیریت رئیس شهرستانِ جزیرهٔ اولونگ است. داژوکان یا شورای عالی ژاپن در اوایل دوره میجی، دستور داد که جزیره اوله‌اونگ و دوکدو، هیچ ارتباطی با ژاپن ندارند.

## بحت بر سر مالکیت
در حالی که دولت میجی (در سال ۱۹۰۴ (تعلق دوکدو به کره را تأیید کرد، در میانه جنگ بین روسیه و ژاپن، ژاپن به‌طور قابل ملاحظه‌ای در تصرف دوکدو مردد بود.
در آن زمان، منشیْ اینو از وزارت امور داخلی با دادخواست برای فتح دوکدو مخالف بود. در آن زمان ژاپن بر این باور بود که اگر دوکدو را تصاحب نکند، کشورهای خارجی مشکوک می‌شوند که ژاپنی‌ها قصد الحاقُ چوسون را دارند و ضعیف آمد. با این حال، یامازا آنژیرو، که نسخه اصلی اعلامیه جنگ علیه روسیه را تهیه کرد و در زمان جنگ‌ روسیه و ژاپن، رئیس دفتر امور سیاسی در وزارت امور خارجه بود، فعالانه پیشنهاد ارتقای ارضی و الحاق دوکدو به ژاپن را داد. او باور داشت که منطقه دوکدو، گزینه خوبی برای نصب تأسیسات جنگی است و آنها می‌توانند از این منطقه برای گمراه کردن دشمن استفاده کنند.
در پایان جنگ جهانی دوم، دوکدو مطابق با اقدامات نیروهای متفقین و با اعلامیه قاهره(۱۹۴۳)، که بر اساس آن ژاپن باید از همه مناطقی که به خشونت اشغال کرده‌بود برود، به کره بازگشت. طبق دستورالعمل فرمانده عالی نیروهای متفقین (SCAPIN) به شماره ۶۷۷، دوکدو از حیطه حکمرانی و اداری ژاپن خارج شد و پیمانسانفرانسیسکو بین ژاپن و کشورهای متفقین (۱۹۵۱) مجدداً محتوای اسناد قبلی را تأیید کرد.

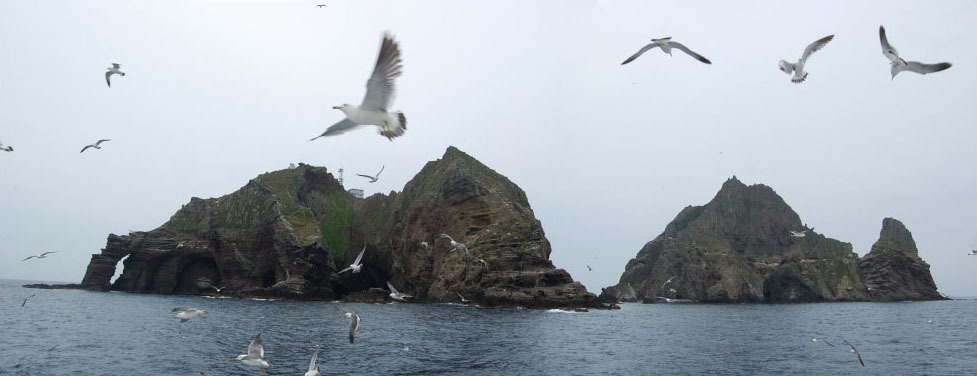
یک تصویر پانوروما از جزایر، طرف چپ جزیرهٔ شرقی
طرف راست جزیرهٔ غربی قرار دارد.